# Paul Obiefule
Paul Obiefule (ur. 15 maja 1986 w Owerri) piłkarz nigeryjski grający na pozycji bocznego pomocnika.

## Kariera klubowa
Obiefule pochodzi z miasta Owerri. Jest wychowankiem tamtejszego klubu Iwuanyanwu Nationale. W 2003 roku został włączony do kadry pierwszego zespołu i w wieku 17 lat zadebiutował w nigeryjskiej ekstraklasie. W sezonie zajął z tym klubem 5. miejsce. W 2004 roku Iwuanyanwu ponownie zakończyło sezon na 5. pozycji, a po sezonie Obiefule opuścił zespół i wyjechał do Europy.
W 2004 roku Obiefule podpisał 3-letni kontrakt z Viborg FF. Grał tam między innymi ze swoim rodakiem Kingsleyem Onyenekwe. W sezonie 2004/2005 nie zdołał przebić się do pierwszej jedenastki i zagrał tylko 8 meczów w sezonie, w tym we 2 od pierwszych minut. Z klubem z miasta Viborg zajął 7. miejsce. W sezonie 2005/2006 dostawał już więcej szans od trenera Viborg i wystąpił w 17 meczach czwartej drużyny Superligaen. Od początku sezonu 2006/2007 był podstawowym zawodnikiem w linii pomocy Viborga.
Latem 2007 Obiefule przeszedł do norweskiego Lyn Fotball. Grał tam do 2009 roku, a na początku 2010 został piłkarzem Hønefoss BK. Na koniec roku spadł z nim o klasę niżej.
| Sezon   | Klub                 | Kraj     | Rozgrywki      | Mecze | Bramki |
| ------- | -------------------- | -------- | -------------- | ----- | ------ |
| 2003    | Iwuanyanwu Nationale | Nigeria  | Premier League | ?     | ?      |
| 2004    | Iwuanyanwu Nationale | Nigeria  | Premier League | ?     | ?      |
| 2004/05 | Viborg FF            | Dania    | Superligaen    | 8     | 0      |
| 2005/06 | Viborg FF            | Dania    | Superligaen    | 17    | 0      |
| 2006/07 | Viborg FF            | Dania    | Superligaen    | 14    | 0      |
| 2007    | Lyn Fotball          | Norwegia | Tippeligaen    | 6     | 0      |
| 2008    | Lyn Fotball          | Norwegia | Tippeligaen    | 24    | 0      |
| 2009    | Lyn Fotball          | Norwegia | Tippeligaen    | 22    | 3      |
| 2010    | Hønefoss BK          | Norwegia | Tippeligaen    | 21    | 2      |
| 2011    | Hønefoss BK          | Norwegia | Adeccoligaen   |       |        |

## Kariera reprezentacyjna
W 2004 roku Obiefule został powołany na Puchar LG w Nigerii. 29 maja zadebiutował na nim w pierwszej reprezentacji Nigerii w zwycięskim 2:0 meczu z Jordanią. W tym samym roku wziął udział w Pucharze Jedności w Londynie i wystąpił w zwycięskim 2:0 finale z Jamajką.
W 2006 roku selekcjoner reprezentacji, Augustine Eguavoen powołał Obiefule do kadry na Puchar Narodów Afryki 2006. W turnieju tym Nigeria zajęła 3. miejsce, jednak Obiefule był tylko rezerwowym i ani razu nie pojawił się na boisku.

## Życie prywatne
- Obiefule poświęcił edukację na rzecz profesjonalnego futbolu. Przechodząc do Viborga porzucił studia ekonomii agrokulturalnej na Federalnym Uniwersytecie Technologicznym w Owerri.